# Zwillingsstadt (Altes Ägypten)
Bei den beiden Zwillingsstädten Buto und Hierakonpolis-El-Kab handelt es sich um die alten und wichtigen Städte Ober- und Unterägyptens vor der Vereinigung der beiden Länder.
Ägypten wurde auf der einen Seite von der Wüste, auf der anderen Seite von dem Nil und dem angrenzenden Fruchtland dominiert. Jedes Jahr trat der Nil über seine Ufer und überflutete das Fruchtland. Siedlungen wurden hauptsächlich auf Hügeln im Fruchtland errichtet, die nicht überflutet wurden (während man selten Siedlungen in die Wüste baute, wahrscheinlich wegen des Problemes der Trinkwasserversorgung). Auf diesen Hügeln war meist jedoch nur begrenzter Siedlungsraum vorhanden, so dass beim Anwachsen der Bevölkerung auf einen in der Nähe gelegenen Hügel ausgewichen wurde. Die neu entstandene Siedlung erhielt meist einen eigenen Namen, bildete aber mit der alten eine enge Verbindung, so dass es sich praktisch meist um Zwillingsstädte handelte.
| Griechischer Name | Buto            |     |
| Arabischer Name   | Tell el-Fara'un |     |
| Ägyptischer Name  | Pe              | Dep |
| Gottheit          | Horus           | Uto |

|                   | Westufer      | Ostufer          |
| ----------------- | ------------- | ---------------- |
| Griechischer Name | Hierakonpolis | Eileithyiaspolis |
| Arabischer Name   | Kôm el Ahmar  | Elkab            |
| Ägyptischer Name  | Nechen        | Necheb           |
| Gottheit          | Horus         | Nechbet          |